# Уитроу, Джеральд
Джеральд Джеймс Уитроу (англ. Gerald J. (James) Whitrow; 9 июня 1912, Киммеридж — 2 июня 2000, Мертон, Большой Лондон или Лондон) — британский математик, историк и философ науки, космолог. Доктор философии (1939), эмерит-профессор Имперского колледжа Лондонского университета. Пионер современного изучения времени. Ярый сторонник сочетания преподавания математики совместно с ее историей.
Его самой влиятельной книгой считают «Природу времени» (1961), или же таковой была «Естественная философия времени» (1960). 
В 1966 году стал первым президентом Международного общества по изучению времени.

## Биография
Родился в малоимущей семье фермера, старшим из двух сыновей. Около 1916 г. семья перебралась в Клапем (Лондон). В 1930 окончил Christ's Hospital и поступил в оксфордский Крайст-черч, где изучал математику. Привлек его туда и будет там его наставником Theodore William Chaundy. В 1933 получил степень бакалавра наук, станет аспирантом (в 1937 также получит степень магистра MA). Еще до окончания бакалавриата опубликовал свою первую статью «Важность истории математики в связи с изучением математической техники» — в «Математической газете» в октябре 1932 года. В 1936 стал преподавать математику в альма-матер, будучи поддержан для того и высоко оценен профессором Эдуардом Артуром Милном. Докторская дисс. — по кинематической теории относительности. Из-за начала войны оставил Оксфорд в 1940 и работал научным сотрудником в Министерстве снабжения, занимался баллистикой. С окончанием войны в 1945 вернулся к университетской карьере, назначен помощником лектора в Имперском колледже в Лондоне; через год будет повышен до лектора. С 1951 ридер прикладной математики, с 1972 профессор, занял персональную кафедру, с 1972 эмерит-профессор, также до 1996 старший исследовательский феллоу. Выступал на радио.
Являлся членом Королевского астрономического общества (1940) и его вице-президентом в 1965-67. Станет одним из первых членов Британского общества истории науки, президент оного на 1968-70 годы. Активный член Британского общества философии науки, его президент в 1955-57. Был первым президентом Британского общества истории математики в 1971-74 годах. При приглашении на должность первого президента недавно созданного Международного общества по изучению времени, основатель оного Дж. Т. Фрейзер заметит, что Уитроу «продемонстрировал, что даже в нашу эпоху огромного количества интересных, но разрозненных научных знаний и гуманистических идей можно пропустить все основные идеи о времени через сознание одного человека и создать элегантный и блестяще ясный обзор».
В 1946 женился, на беженке, уроженке Вены. Супруга также станет историком науки. Смерти предшествовала продолжительная болезнь. Его другом был Карл Поппер.
Автор более ста работ, ряда книг, в основном по теме времени. Первая книга — «Структура Вселенной» (1949). Также автор The Natural Philosophy of Time. Последняя книга — «Время в истории» (1988).